# Luigi Baron
Luigi Baron (Castelfranco Veneto, 10 luglio 1917 – Udine, 6 febbraio 1988) è stato un pluridecorato asso dell'aviazione italiana durante la seconda guerra mondiale.

## Biografia
Nacque a Castelfranco Veneto, in provincia di Treviso, il 10 luglio 1917, ultimo di cinque figli, di una famiglia benestante. La mamma svolgeva la professione di ostetrica e aveva studiato all'università di Padova, mentre il padre Antonio, era un calzolaio. Dopo aver frequentato le scuole medie superiori decise di arruolarsi nella Regia Aeronautica conseguendo il brevetto di pilota militare nel 1939. In gioventù fu campione Veneto di ciclismo e pugile a livello dilettantistico.
Entrato in aviazione come sottufficiale, venne inviato in Africa Orientale per prestare servizio presso la 412ª Squadriglia Autonoma Caccia Terrestri, affiliata al 4º Stormo di base in Italia, posta al comando del capitano Antonio Raffi. Il 10 giugno 1940 il Regno d'Italia dichiarò guerra a Francia e Gran Bretagna, e le quattro squadriglie caccia poste a difesa dell'Impero italiano furono immediatamente impiegate in azione. Alle 04:35 del 30 giugno cinque Vickers Wellesley appartenenti al No. 223 RAF Squadron decollarono da Summit per attaccare il deposito carburanti dell'AGIP a Massaua, Eritrea. La formazione inglese fu sottoposta ad un intenso fuoco contraereo, e successivamente attaccata da una formazione italiana composta da un caccia Fiat C.R.32 e due Fiat C.R.42 Falco. In tale occasione egli reclamò ed ottenne la sua prima vittoria. L'8 luglio cinque Wellesley del No.47 RAF Squadron attaccarono il campo d'aviazione di Otùmlo (vicino all'odierno aeroporto Internazionale di Massaua), ma furono intercettati da due CR.42, pilotati da lui e Mario Visintini, che ne danneggiarono uno. Il 12 luglio vi fu una nuova incursione su Otùmlo da parte dei Wellesley dei No.14 e 47 Squadron, con lui e Visentini che ne abbatterono uno in collaborazione.
Il 22 luglio, da solo, abbatté un altro Wellesley sull'isola di Harmil, nell'arcipelago delle isole Dahlak, e il 23, sempre in collaborazione con Visintini, attaccò uno dei cinque Wellesley del No.223 Squadron impegnati in un'incursione su Archìco danneggiandolo gravemente.
Il 4 agosto la caccia italiana intercettò una formazione di cinque Wellesley del No.14 Squadron impegnati in una nuova incursione su Archìco. Lui e Visintini colpirono duramente un Wellesley che si danneggiò irreparabilmente in fase di atterraggio, venendo definitivamente radiato. Il 1º ottobre tre caccia italiani, pilotati da lui, Visintini e dal tenente Raimondo Di Pauli, intercettarono un Wellesley impegnato in una missione di ricognizione su Massaua. L'aereo inglese dovette effettuare un atterraggio di emergenza sull'isola Harmil, e fu catturato quasi intatto. Poco tempo dopo lui e Visintini  furono trasferiti presso l'aeroporto di Gura. Il 30 settembre i due intercettano in coppia uno dei nove bombardieri Bristol Blenheim inviati a bombardare la base di Gurà. Colpito a uno dei propulsori l'aereo si schiantò al suolo causando la morte dell'intero equipaggio. L'abbattimento del Blenheim gli fu riconosciuto come vittoria in compartecipazione.
Il 2 ottobre i Blenheim del No. 45 Squadron RAF vennero impiegati in una nuova incursione su Gura, ed in questa occasione egli ne abbatté due..
Nelle prime ore del 16 ottobre il Flight Lieutenant Mitchell della No.430 Flight, ai comandi di un Vickers Vincent, attaccò il campo d'aviazione di Tessenei. I comandi italiani, ormai a conoscenza di dove era basato l'aereo, operativo nei dintorni della Lago Tana, predisposero un'incursione al fine di distruggere il campo d'aviazione avversario. Alle 5:25 del 17 ottobre un bombardiere Savoia Marchetti S.79 Sparviero ai comandi del generale Pietro Piacentini, guidò una formazione di sei caccia della 412ª Squadriglia che dovevano effettuare un attacco a volo radente sull'aeroporto avversario di Gedaref. Una volta arrivato sul posto il bombardiere sganciò le sue bombe senza causare danni apparenti, ma l'attacco effettuato dai caccia portò alla distruzione di 8 Vickers Wellesley appartenenti al No.47 Squadron e due Vickers Vincent della No.430 Flight. Il tentativo inglese di contattare una Flight di aerei da caccia basati al locale campo d'aviazione di Azaza venne preventivamente sventato dal taglio delle linee telefoniche. I piloti italiani reclamarono la distruzione di 11 velivoli avversari, un deposito munizioni ed un camion, senza riportare alcuna perdita.
Il 24 ottobre abbatté un ricognitore Westland Lysander su Metemma, seguito il 27 dello stesso mese da un caccia Gloster Gladiator sempre sulla stessa area. Il 25 dicembre nuova vittoria a spese di un Gladiator, abbattuto su Gallabat, ed il 22 gennaio 1941 conseguì un'ulteriore vittoria a spese di un Gladiator su Gheru.
L'11 febbraio il No.1 Squadron della South African Air Force inviò una formazione di 11 velivoli Hawker Hurricane, suddivisi in pattuglie, nella zona di Cheren. Due di loro incontrarono una formazione di 3 caccia C.R.42. che, per evitare il combattimento, entrarono immediatamente in una densa formazione di nubi. L'aereo pilotato dal tenente Servaas de K. Viljoen si perse e dovette atterrare, a corto di carburante, presso un villaggio in territorio controllato dai britannici. Tornato all'aeroporto di Agordat a piedi il suo velivolo venne successivamente recuperato e riparato. Due dei tre caccia italiani, appartenenti alla 412ª Squadriglia, a causa delle condizioni meteo atterrarono nella zona di Sabarguma vicino a Ghinda, fra Massaua e l'Asmara, mentre il terzo rientrò alla base. Il velivolo in questione era pilotato dall'asso Mario Visintini, che una volta effettuato il rifornimento decollò nuovamente alla ricerca del fido gregario sergente Baron, che credeva disperso. Purtroppo a causa delle nubi basse, dei forti venti e della scarsa visibilità l'aereo di Visintini si schiantò sulle pendici del Monte Bizén, nei pressi di Néfasit, ed il pilota decedette sul colpo. Una volta rientrato alla base egli scoprì l'amara verità, e ritornato in azione conseguì ulteriori tre vittorie, tutte su Cheren.
Il 25 marzo sostenne l'ultimo combattimento aereo sui cieli di Cheren, quando nel pomeriggio di quel giorno una coppia di caccia Hurricane del No.1 SAAF Squadron pilotati dai Lieutenant Robin S. Pare e W. J. A. White intercettarono due caccia C.R.42 della 412ª Squadriglia alla quota di 15.000 piedi. I velivoli italiani cercarono di rientrare alla base, ma i più veloci Hurricane li costrinsero ad accettare il combattimento. Il lieutenant Pare attaccò il C.R.42 del sergente Pietro Morlotti, che precipitò al suolo con la morte del pilota. Ai comandi del secondo C.R.42, fu a sua volta attaccato e colpito da White, l'altro pilota nemico, ma si lanciò in collisione contro il velivolo attaccante, facendolo precipitare al suolo, e conseguendo così la sua dodicesima, ed ultima, vittoria. Il pilota del caccia inglese rimase ucciso, mentre egli, rimasto seriamente ferito in quanto una pallottola gli aveva letteralmente fatto esplodere il polpaccio e con l'aereo gravemente danneggiato, cercò di allontanarsi, ma l'altro pilota inglese, Pare, lo inseguì e lo attaccò, abbattendolo vicino ad Asmara. Riuscito a lanciarsi con il paracadute, atterrando vicino alle linee italiane, fu immediatamente soccorso.   A causa della grave ferita rimase per un lungo periodo ricoverato in ospedale, una crocerossina, la signorina Giuseppina Panicci, nobilissima figura di patriota, gli salvò la gamba dalla gangrena. Una volta ristabilitosi si tenne nascosto per lunghi mesi nel sottoscala dell'abitazione della stessa crocerossina, insieme ad altri compagni, per evitare di essere catturato dagli inglesi. Quando il governo britannico acconsentì al rimpatrio dei civili italiani dall'Africa Orientale, vennero organizzate alcune missioni umanitarie con grossi piroscafi portanti le insegne della Croce Rossa. Durante una di queste missioni egli riuscì ad imbarcarsi a bordo del Duilio, sotto falso nome, come malato di mente. Al suo arrivo in Italia nessuno ne conosceva le imprese, e gli furono conferite una medaglia d'argento, una medaglia di bronzo, e la croce di guerra al valor militare e in seguito la Croce di Ferro di II classe tedesca, Veramente un po' poco, per chi come Baron, aveva all'attivo 2 Blenheim abbattuti con una sola raffica.
Descritto da chi lo conosceva bene come un tipo “semplice ed umile, sempre pronto alla battuta e che non amava vantarsi ma preferiva un'allegra compagnia ed un buon bicchiere di vino ai ricordi nostalgici”, finì di fatto per vedere quasi dimenticato il suo straordinario palmarès di combattente, negli anni di rimozione che seguirono il termine del conflitto. Nel primo dopoguerra ritornò in servizio presso l'Aeronautica Militare, e tra il 1950 ed il 1955 fu istruttore di volo presso l'Accademia Aeronautica di Lecce volando sui caccia North American P-51 Mustang. Trasferito temporaneamente all'Aeroporto di Udine-Campoformido conobbe una ragazza, che faceva la parrucchiera, e la sposò nell'aprile 1956. L'anno dopo la coppia ebbe una figlia, Rossella.
Dopo il congedo lavorò come istruttore di volo presso l'aeroclub di Gorizia, di cui nel 1970 divenne presidente al posto di Raffaele Chianese che si era ritirato dall'attività di volo. Si spense ad Udine il 6 febbraio 1988 lasciando la moglie Fides, la figlia Rossella e i due nipoti Stefano e Pierluigi.

## Vittorie
In Africa Orientale il sergente maggiore Luigi Baron ottenne complessivamente 12 vittorie confermate, e 2 in compartecipazione.
| Nr | data             | compagnia        | aereo       | avversario        | località      |
| 1  | 30 giugno 1940   | 412ª Squadriglia | Fiat C.R.42 | Vickers Wellesley | Massaua       |
| 2  | 22 luglio 1940   | 412ª Squadriglia | Fiat C.R.42 | Vickers Vellesley | Harmil Island |
| 3  | 2 ottobre 1940   | 412ª Squadriglia | Fiat C.R.42 | Bristol Blenheim  | Gura          |
| 4  | 2 ottobre 1940   | 412ª Squadriglia | Fiat C.R.42 | Bristol Blenheim  | Gura          |
| 5  | 24 ottobre 1940  | 412ª Squadriglia | Fiat C.R.42 | Westland Lysander | Metemma       |
| 6  | 27 ottobre 1940  | 412ª Squadriglia | Fiat C.R.42 | Gloster Gladiator | Metemma       |
| 7  | 25 dicembre 1940 | 412ª Squadriglia | Fiat C.R.42 | Gloster Gladiator | Gallabat      |
| 8  | 22 gennaio 1941  | 412ª Squadriglia | Fiat C.R.42 | Gloster Gladiator | Gheru         |
| 9  | 17 febbraio 1941 | 412ª Squadriglia | Fiat C.R.42 | Vickers Wellesley | Cheren        |
| 10 | 25 febbraio 1941 | 412ª Squadriglia | Fiat C.R.42 | Gloster Gladiator | Cheren        |
| 11 | 1º marzo 1941    | 412ª Squadriglia | Fiat C.R.42 | Hawker Hurricane  | Cheren        |
| 12 | 25 marzo 1941    | 412ª Squadriglia | Fiat C.R.42 | Hawker Hurricane  | Cheren        |

### Annotazioni
1. ↑  Il velivolo fu dato per abbattuto, ma riuscì a ritornare alla base dove fu radiato per i gravissimi danni strutturali riportati.
2. ↑  La leggenda narra che Baron abbia abbattuto i due aerei con una sola, lunga, raffica di mitragliatrice.
3. ↑  Secondo altre fonti i velivoli coinvolti nell'attacco erano nove, mentre per gli inglesi si trattava di 1 S.79 Sparviero, quattro CR.42 Falco e tre CR.32.
4. ↑  I velivoli erano rispettivamente pilotati dal capitano Antonio Raffi, comandante della squadriglia, dai tenenti Mario Visintini, Carlo Canella, Raimondo Di Pauli, e dai sergenti maggiori Baron e Scarselli.
5. ↑  Si trattava dei velivoli matricola K7742, K7762, K7779, K7781, L2650, L2675, L2677 e L2688.
6. ↑  Velivoli matricola K4657 e K4731.
7. ↑  Sembra che il tenente Servaas de K. Viljoen si sia lanciato all'inseguimento dei velivoli italiani impegnati in un mitragliamento contro le truppe inglesi, perdendo successivamente la rotta di rientro. Una volta atterrato l'indomani mattina il pilota inglese cercò di decollare per rientrare alla base ma si schiantò in fase di decollo, danneggiando l'aereo.
8. ↑  Si trattava dei velivoli al comando di Baron e del tenente Ubaldo Buzzi.
9. ↑  Divenuta a sua volta hostess presso la compagnia Alitalia.

### Fonti
1. 1 2 3   Santi Corvaja, Gli Assi Italiani della Caccia, in Storia Illustrata, Milano, Arnaldo Mondadori Editore, N. 245, Aprile 1978.
2. 1 2 3  Gustavsson, Slongo 2009, p. 12.
3. 1 2 3  Gustavsson, Slongo 2009, p. 14.
4. 1 2  Eusebi, Lazzaro, Slongo 2014, p. 59.
5. 1 2 3 4 5 6 7  Eusebi, Lazzaro, Slongo 2014, p. 60.
6. 1 2 3  Eusebi, Lazzaro, Slongo 2014, p. 61.
7. 1 2 3  Eusebi, Lazzaro, Slongo 2014, p. 62.
8. ↑  Gustavsson, Slongo 2009, p. 20.
9. 1 2  Gustavsson, Slongo 2009, p. 21.
10. 1 2 3 4 5 6  Massimello, Apostolo 2000, p. 48.
11. 1 2 3  Eusebi, Lazzaro, Slongo 2014, p. 66.
12. 1 2 3 4  Gustavsson, Slongo 2009, p. 66.
13. ↑  Gino Baron.
14. 1 2  Gustavsson, Slongo 2009, p. 86.
15. ↑  Registrato alla Corte dei Conti addì 9 agosto 1941-XIX, registro n.3 Aeronautica, foglio n.333.